# Vetenskapsåret 1770

## Händelser

### Arkeologi
- Okänt datum -  I ett stenbrott nära Maastricht i Nederländerna hittas fossilen av ett stort djur, senare identifierat som Mosasaurus.

### Astronomi
- Okänt datum - En komet i form av ett suddigt glödande klot passerar Jorden [1].

### Medicin
- 18 oktober - Sjukhuset Radcliffe Infirmary i Oxford tar emot sina första patienter.[2]

### Teknik
- 1 november - I Berlin grundas Berg- und hüttenmännisches Lehrinstitut, föregångaren till Technische Universität Berlin.

## Priser
- Copleymedaljen: William Hamilton, skotsk diplomat, arkeolog och vulkanolog.

## Födda
- 9 april - Thomas Seebeck (död 1831), tysk fysiker.

## Avlidna
- 21 juli - Charlotta Frölich (född 1698), svensk agronom.
- 5 december - James Stirling (född 1692), skotsk matematiker.

### Fotnoter
1. ↑  Astronomi, Tom McGowen, 1979
2. ↑  Hibbert, Christopher (1988). ”Radcliffe Infirmary”. The Encyclopædia of Oxford. London: Macmillan. sid. 352–3. ISBN 0-333-39917-X